# Асимптота

Для гиперболы асимптотами являются оси абсцисс и ординат. Кривая может приближаться к своей асимптоте, оставаясь с одной стороны от неё

Аси́мптота, или асимпто́та (от др.-греч. ἀσύμπτωτος — несовпадающая, не касающаяся) кривой с бесконечной ветвью, — прямая, обладающая тем свойством, что расстояние от точки кривой до этой прямой стремится к нулю при удалении точки вдоль ветви в бесконечность. Термин впервые появился у Аполлония Пергского, хотя асимптоты гиперболы исследовал ещё Архимед.

Затухающие колебания.. Кривая может бесконечное множество раз пересекать асимптоту

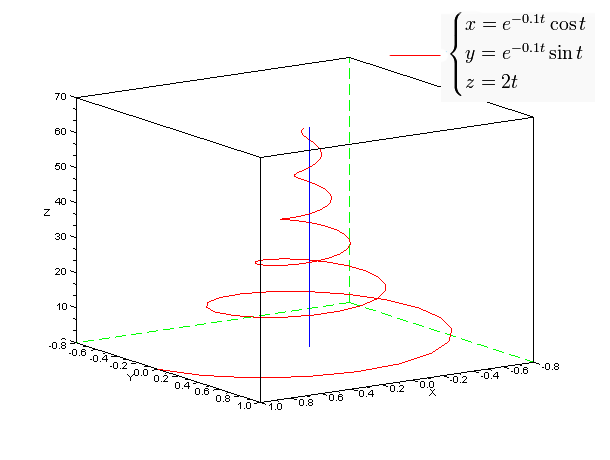
Пример асимптоты для кривой в пространстве. Спираль бесконечно приближается к прямой

## Виды асимптот графиков

### Вертикальная
Прямая вида {\displaystyle x=a} является вертикальной асимптотой при выполнении хотя бы одного из равенств:
1. {\displaystyle \lim _{x\to a^{-}}f(x)=\pm \infty }
2. {\displaystyle \lim _{x\to a^{+}}f(x)=\pm \infty }.

Вертикальных асимптот может быть любое количество.
Прямая не может быть вертикальной асимптотой, если функция непрерывна в точке {\displaystyle a}. Поэтому вертикальные асимптоты следует искать в точках разрыва функции.

### Горизонтальная и наклонная

На графике функции x + 1/x, ось y (x = 0) и линия y = x являются асимптотами

Наклонная асимптота — прямая вида {\displaystyle y=kx+b}, если выполняется хотя бы одно из равенств:
1. {\displaystyle \lim _{x\to +\infty }(f(x)-kx)=b}
2. {\displaystyle \lim _{x\to -\infty }(f(x)-kx)=b}.

При этом, если выполняется первое условие, то говорят, что эта прямая является асимптотой при {\displaystyle x\to +\infty }, а если второе, то асимптотой при {\displaystyle x\to -\infty }.
Если {\displaystyle k=0}, то асимптота также называется горизонтальной.
Замечание 1: Число наклонных асимптот у функции не может быть больше двух: одна при {\displaystyle x\to +\infty } и одна при {\displaystyle x\to -\infty }; но асимптота может быть и одна или их вовсе может не быть.
Замечание 2: Некоторые источники включают требование, чтобы кривая не пересекала эту прямую в окрестности бесконечности.
Замечание 3: В некоторых случаях, таких как алгебраическая геометрия, асимптота определена, как прямая, которая является «касательной» к кривой на бесконечности.

### Обыкновенная и оскулирующая
Обыкновенная асимптота имеет с кривой на бесконечности касание первого порядка, оскулирующая асимптота — касание второго порядка. Эти асимптоты кубик отличаются друг от друга следующими свойствами:
- обыкновенная прямолинейная асимптота пересекает кубику на конечном расстоянии в одной и только одной точке;
- оскулирующая прямолинейная асимптота не пересекает кубику на конечном расстоянии.

## Нахождение асимптот

### Порядок нахождения асимптот
1. Нахождение точек разрыва, выбор точек, в которых есть вертикальная асимптота (прямой проверкой, что предел в этой точке есть {\displaystyle \pm \infty }).
2. Проверка, не являются ли конечными пределы {\displaystyle \lim _{x\to +\infty }f(x)=b} и{\displaystyle \lim _{x\to -\infty }f(x)=b}. Если да, то существует горизонтальная асимптота {\displaystyle y=b} при {\displaystyle +\infty } и {\displaystyle -\infty } соответственно.
3. Нахождение двух пределов {\displaystyle \lim _{x\to \pm \infty }{\frac {f(x)}{x}}=k}
4. Нахождение двух пределов {\displaystyle \lim _{x\to \pm \infty }(f(x)-kx)=b}.

Если хотя бы один из пределов в пунктах 3 или 4 не существует (или равен {\displaystyle \pm \infty }), то наклонной асимптоты при {\displaystyle x\to +\infty } (или {\displaystyle x\to -\infty }) не существует.

### Наклонная асимптота — выделение целой части

Нахождение наклонной асимптоты графика функции путём выделения целой части

Также наклонную асимптоту можно найти, выделив целую часть. Например:
Дана функция {\displaystyle f(x)={\frac {2x^{3}+5x^{2}+1}{x^{2}+1}}}.
Разделив нацело числитель на знаменатель, получим: {\displaystyle f(x)=2x+5+{\frac {-2x-4}{x^{2}+1}}=2x+5+(-2)\cdot {\frac {x+2}{x^{2}+1}}}.
При {\displaystyle x\to \pm \infty }, {\displaystyle {\frac {x+2}{x^{2}+1}}\to 0},
и {\displaystyle y=2x+5} является искомым уравнением наклонной асимптоты, причем с обеих сторон.

## Свойства
- Среди невырожденных конических сечений асимптоты имеют только гиперболы. Асимптоты гиперболы как конического сечения параллельны образующим конуса, лежащим в плоскости, проходящей через вершину конуса параллельно секущей плоскости[7]. Максимальный угол между асимптотами гиперболы для данного конуса равен углу раствора конуса и достигается при секущей плоскости, параллельной оси конуса.